# August Dörum
August Fredrik Dörum, född 21 december 1841 i Stockholm, död 22 maj 1880 på Konradsbergs hospital, var en svensk skådespelare och konstnär.
Dörum studerade vid Konstakademien 1861–1862 och vid Kungliga teaterns elevskola 1863. [källa behövs]
Han var 1866–1878 anställd vid de Kungliga teatrarna och 1873–1878 lärare vid konservatoriet i Stockholm. Humor och fantasi utmärkte Dörums skarpt karakteriserande framställning. Bland hans roller märks Ludvig XI i Gringoire, Knut Algotson i Bröllopet på Ulfåsa och Lundestad i De ungas förbund. August Dörom var son till kopisten vid norska kansliet Lars Michael Dörum och Emilia Charlotta Falk samt gift med Helena Sofia Holmberg  och far till skådespelerskan Tyra Dörum.

## Teater

### Roller (ej komplett)
| År   | Roll                           | Produktion                                                | Regi | Teater                      |
| ---- | ------------------------------ | --------------------------------------------------------- | ---- | --------------------------- |
| 1863 | Germain, betjänt               | Så kallade Hedersmän Théodore Barrière och Ernest Capendu |      | Kungliga Dramatiska Teatern |
| 1863 | En konstapel                   | Den hvitklädda qvinnan Wilkie Collins                     |      | Kungliga Dramatiska Teatern |
| 1868 | Magnus Stenbock                | Lejonet vaknar Frans Hedberg                              |      | Kungliga Dramatiska Teatern |
| 1871 | Matteo, fiskare på Capri       | Carinas ljus Edvard Bäckström                             |      | Kungliga Dramatiska Teatern |
| 1871 | Trond Kleven                   | De skenhelige J. Wibe                                     |      | Kungliga Dramatiska Teatern |
| 1872 | Konung Henrik den sjette       | Konung Richard den Tredje William Shakespeare             |      | Kungliga Dramatiska Teatern |
| 1873 | Prosten                        | Vid riksgränsen Frans Hedberg                             |      | Kungliga Dramatiska Teatern |
| 1873 | Ludvig XI                      | Gringoire Théodore de Banville                            |      | Kungliga Dramatiska Teatern |
| 1874 | Eubulos, gammal fiskare        | Kungarne på Salamis Johan Ludvig Runeberg                 |      | Kungliga Dramatiska Teatern |
| 1875 | Jerôme                         | Hedern och penningen François Pousard                     |      | Kungliga Dramatiska Teatern |
| 1876 | Livius Drusus                  | Cajus Gracchus Adolf von Wilbrandt                        |      | Kungliga Dramatiska Teatern |
| 1876 | Prosten                        | Dagtingan Frans Hedberg                                   |      | Kungliga Dramatiska Teatern |
| 1876 | Richard, Rolands gamle väpnare | Rolands dotter Henri de Bornier                           |      | Kungliga Dramatiska Teatern |
| 1876 | Jan Ersson                     | Pastorsadjunkten Anne Charlotte Leffler                   |      | Kungliga Dramatiska Teatern |

### Fotnoter
1. ↑  August Dörum i Svenskt biografiskt lexikon
2. 1 2  Svenskt konstnärslexikon del II sid 67, Allhems Förlag, Malmö
3. ↑  Svensk uppslagsbok, Malmö 1931
4. ↑  ”Teaterannons”. Aftonbladet:  s. 1. 19 september 1863. https://tidningar.kb.se/4112678/1863-09-19/edition/0/part/1/page/1. Läst 1 december 2021.
5. ↑  ”Teaterannons”. Aftonbladet:  s. 1. 30 november 1868. http://tidningar.kb.se/4112678/1868-11-30/edition/0/part/1/page/1. Läst 1 september 2016.
6. 1 2  ”Teaterannons”. Dagens Nyheter:  s. 3. 24 april 1871. http://arkivet.dn.se/arkivet/tidning/1871-04-24/1928/3. Läst 6 augusti 2015.
7. ↑  ”Teaterannons”. Dagens Nyheter:  s. 3. 6 november 1875. http://arkivet.dn.se/arkivet/tidning/1875-11-06/3306/3. Läst 31 juli 2015.
8. ↑  ”Teaterannons”. Dagens Nyheter:  s. 3. 18 mars 1876. http://arkivet.dn.se/arkivet/tidning/1876-03-18/3417/3. Läst 11 augusti 2015.
9. ↑  ”Teaterannons”. Dagens Nyheter:  s. 3. 2 april 1876. http://arkivet.dn.se/arkivet/tidning/1876-05-02/3452/3. Läst 13 augusti 2015.
10. ↑  ”Teaterannons”. Dagens Nyheter:  s. 3. 31 maj 1876. http://arkivet.dn.se/arkivet/tidning/1876-05-31/3476/3. Läst 14 augusti 2015.
11. ↑  ”Teaterannons”. Dagens Nyheter:  s. 3. 29 september 1876. http://arkivet.dn.se/arkivet/tidning/1876-09-29/3578/3. Läst 15 augusti 2015.